# Marigny-Saint-Marcel
Marigny-Saint-Marcel (Marignì in italiano, desueto) è un comune francese di 664 abitanti situato nel dipartimento dell'Alta Savoia della regione dell'Alvernia-Rodano-Alpi.

## Società

### Evoluzione demografica
Abitanti censiti